# Анза Виста
Анза Виста (на английски: Anza Vista) е квартал на град Сан Франциско в щата Калифорния, САЩ. Намира се между бул. „Гийри“ на север, ул. „Търк“ (Turk Street) на юг, Масоник авеню (Masonic Avenue) на запад и Сейнт Джоузефс авеню (St. Joseph's Avenue) на изток, въпреки че някои от заобикалящите райони между Президио, Голдън Гейт парк, парка „Пенхендъл“ (Panhandle) и Уестерн Адишън могат понякога да се считат за част от кв. „Анза Виста“.